# Toyin Augustus
Toyin Augustus (ur. 24 grudnia 1979 w Oyo) – nigeryjska lekkoatletka, specjalizująca się w biegu na 100 metrów przez płotki.

## Doping
Badanie antydopingowe przeprowadzone podczas mistrzostw świata 2009 wykazało stosowanie niedozwolonego testosteronu. Na zawodniczkę nałożono karę dwuletniej dyskwalifikacji (24 lutego 2010 – 23 lutego 2012), a także anulowane wyniki uzyskane przez Nigeryjkę od dnia testu (19 sierpnia 2009).

## Osiągnięcia
- 3 medale mistrzostw Afryki:
  - Bambous 2006 – złoto oraz srebro w sztafecie 4 × 100 metrów
  - Addis Abeba 2008 – srebro
- 8. miejsce na pucharze świata (Ateny 2006)
- złoty medal igrzysk afrykańskich (Algier 2007)

W 2008 Augustus reprezentowała Nigerię podczas igrzysk olimpijskich w Pekinie, gdzie odpadła w eliminacjach (czas 13,34 i 30. lokata).

## Rekordy życiowe
- bieg na 100 metrów przez płotki – 12,85 (2009)
- bieg na 50 metrów przez płotki – 6,92 (2009) rekord Nigerii
- bieg na 60 metrów przez płotki – 8,06 (2009)